# Черният лебед (филм, 1942)
„Черният лебед“ (на английски: The Black Swan) е американски приключенски филм, излязъл по екраните през 1942 година, режисиран от Хенри Кинг с участието на Тайрън Пауър и Морийн О'Хара в главните роли.

## Сюжет
Хенри Морган е най-известният английски пират, получава амнистия от краля и се отправя за Ямайка като новия губернатор. Опитвайки се да удържи бившите си приятели от пиратския живот, Морган среща ожесточена съпротива от капитана на „Черният лебед“ Били Лийч и неговия помощник Уогън. На страната на Морган е само капитан Джейми Уоринг, който е влюбен в красивата Маргарет, дъщеря на бившия губернатор на Ямайка, която отхвърля неговите ухажвания. Настойчивият Джейми отвлича момичето и я скрива на кораба си. В същото време Лийч и Воугън нападат Морган и неговите приближени.

## В ролите
| Актьор         | Роля                  |
| -------------- | --------------------- |
| Тайрън Пауър   | капитан Джейми Уоринг |
| Морийн О'Хара  | Лейди Маргарет Денби  |
| Лейърд Грегър  | капитан Хенри Морган  |
| Томас Мичел    | Том Блу               |
| Джордж Сандърс | капитан Били Лийч     |
| Антъни Куин    | Уогън                 |
| Джордж Зуко    | Лорд Денби            |